# Bulbophyllum vutimenaense
Bulbophyllum vutimenaense é uma espécie de orquídea (família Orchidaceae) pertencente ao gênero Bulbophyllum. Foi descrita por Beverley Ann Lewis em 1992.